# Teolog Domu Papieskiego
Teolog Domu Papieskiego – urząd w Domu Papieskim utworzony w wyniku jego reformy przeprowadzonej przez papieża Pawła VI w 1968 roku. Jednym z postanowień wydanego wówczas motu proprio Pontificalis Domus było zniesienie urzędu Przełożonego Pałacu Apostolskiego i zastąpienie go Teologiem Domu Papieskiego.
Od 2005 funkcję tę pełni polski dominikanin o. Wojciech Giertych, którego bezpośrednim poprzednikiem był od 1989 szwajcarski dominikanin, a od 2003 kardynał, o. Georges Cottier.